# 長谷川一幸
長谷川 一幸（はせがわ かずゆき、1948年（昭和23年）8月28日 - ）は、徳島県出身の空手家。国際空手道連盟 極真会館 世界全極真総帥。一般社団法人極真会館支部長連合会理事長。段位は全極真空手九段。

## 来歴
徳島県板野郡板野町出身。鳴門市立鳴門工業高等学校に入学後、空手道・拳法のクラブがなかったため、柔道部に所属し、講道館二段を取得。高校卒業後は上京し、東京理科大学に進学するもすぐに中退。工場に勤務していた1967年（昭和42年）8月28日に極真会館本部道場に入門し、大山倍達に師事する。長谷川の身長は165センチメートルであったが、自分より小柄な大沢昇を見て、奮起し稽古に励んだ。
1969年（昭和44年）3月8日に初段（黒帯）を允許される。同年の第1回オープントーナメント全日本空手道選手権大会で決勝リーグ戦に進出するものの、山崎照朝には回し蹴りで一本負けを奪われ、添野義二には判定で敗北し、3位に入賞。その後、本部指導員に就任したが、芦原英幸を慕って四国の芦原道場へ出稽古に行ったりもした。
1970年（昭和45年）の第2回全日本選手権では2回戦で佐藤勝昭を左上段回し蹴りで一本勝ちなど、順調に勝ち進み、決勝リーグ戦に再び進出。山崎、添野と再戦し、両者を破り、初優勝を遂げた。しかし閉幕後、「相手を投げ倒して決めにいけば、それで一本勝ちとする」というルールが問題となっていた。長谷川は山崎には「絡み倒して下段正拳突きをピタリと顔面に止め」、添野にも「巻き倒しての決めの下段突き」で一本勝ちを得ていた。他の試合でも同様な「倒して決めの下段突き」があまりにも多く、これがパターン化することを危惧し、1971年（昭和46年）第3回全日本選手権から、「倒して決めの下段突き」は動きに少しの無駄もなく、スムーズな一連の流れによる一動作でも、「技ありまで」とルールが改正されることとなった。
1970年（昭和45年）、第2回全日本選手権を最後に選手権大会から引退し、徳島県に帰郷。同年、極真会館徳島支部を設立。
1978年（昭和53年）からは愛知県でも支部長を務め、現在は極真会館長谷川道場の師範として指導を行っている。また、大石代悟・桑島靖寛らと共に2001年（平成13年）に結成された極真連合会において理事長を務めていた。
1999年（平成11年）、日本文化振興会より社会文化功労賞を受賞。
2008年（平成20年）、タイで開催された世界組手会の選手権大会では特別審判を務めた。
2012年（平成24年）11月、全日本極真連合会を退会し、大石代悟範士と国際空手道連盟 極真会館 世界総極真を立ち上げ、代表となる。
2014年（平成26年）11月、九段に昇段。
2019年 (平成31年) 2月、世界総極真を退会し、国際空手道連盟 極真会館 世界全極真を設立、総帥となる。
同年9月には、大山倍達存命時に支部長の許可を得た支部長らによって構成される「一般社団法人 極真会館支部長連合会」を同志とともに立ち上げた。